# 金信英 (羽毛球運動員)
金信英（：／ Kim Shin-young，1975年7月10日—），已退役韓國女子羽球運動員。

## 簡歷
金信英為全北銀行效力，曾參加1996年亞特蘭大奧運會和1998年曼谷亞運會。
另外，她還曾贏得1991年匈牙利羽球國際賽女子雙打冠軍（搭檔朴秀雲）、1993年東亞運動會羽球比賽女子雙打金牌（搭檔孫希朱）、1995年瑞典羽球公開賽女子雙打冠軍（搭檔金美香）。

## 外部連結
- 金信英在世界羽球聯盟的登錄資料